# 1983-as jégkorong-világbajnokság
Az 1983-as jégkorong-világbajnokság a 49. világbajnokság volt, amelyet a Nemzetközi Jégkorongszövetség szervezett. A vb-ken a csapatok három szinten vettek részt. A világbajnokságok végeredményei alapján alakult ki az 1985-ös jégkorong-világbajnokság csoportjainak mezőnye.
Az NSZK-beli Münchenben rendezett A csoportos világbajnokságon fordult elő az, hogy ott élő cseh emigránsok transzparens kifeszítésével tiltakoztak szülőhazájuk szovjet megszállása ellen.
1984-ben a téli olimpia miatt nem rendeztek világbajnokságot.

## A csoport
1–8. helyezettek
- Szovjetunió – Világbajnok
- Csehszlovákia
- Kanada
- Svédország
- NSZK
- NDK
- Finnország
- Olaszország – Kiesett a B csoportba

## B csoport
9–16. helyezettek
- Egyesült Államok – Feljutott az A csoportba
- Lengyelország
- Ausztria
- Norvégia
- Japán
- Svájc
- Románia – Kiesett a C csoportba
- Jugoszlávia – Kiesett a C csoportba

## C csoport
17–24. helyezettek
- Hollandia – Feljutott a B csoportba
- Magyarország – Feljutott a B csoportba
- Kína
- Dánia
- Franciaország
- Bulgária
- Spanyolország
- Észak-Korea